# Udu-de-bico-largo
Momoto-de-bico-largo ou udu-de-bico-largo (Electron platyrhynchum) é uma espécie de ave da família Momotidae.
Pode ser encontrada nos seguintes países: Bolívia, Brasil, Colômbia, Costa Rica, Equador, Honduras, Nicarágua, Panamá e Peru. Os seus habitats naturais são: florestas subtropicais ou tropicais húmidas de baixa altitude e florestas secundárias altamente degradadas.

## Subespécies
São reconhecidas seis subespécies:
- Electron platyrhynchum minus (Hartert, E, 1898) - leste de Honduras até o norte da Colômbia (baixo vale do rio Cauca).
- Electron platyrhynchum platyrhynchum (Leadbeater, 1829) - oeste da Colômbia e oeste do Equador.
- Electron platyrhynchum colombianum (Meyer de Schauensee, 1950) - norte da Colômbia (terras baixas úmidas ao norte dos Andes).
- Electron platyrhynchum pyrrholaelum (von Berlepsch & Stolzmann, 1902) - leste da Colômbia até leste do Equador, leste do Peru e norte da Boívia.
- Electron platyrhynchum orienticola (Oberholser, 1921) - oeste do Brasil (região do rio Purus).
- Electron platyrhynchum chlorophrys (Miranda-Ribeiro, 1931) - Brasil (Mato Grosso, Pará e Goiás).